# Паллада
Палла́да (др.-греч. Παλλάς), Тритония-дева — в древнегреческой мифологии — молочная сестра Афины, дочь Тритона, внучка титана Океана, случайно убитая Афиной ещё в детстве. По одной из легенд, её имя послужило источником эпитета Афины Паллады.
По другим истолкованиям, эпитет — от выражения паллейн то дори («бросать копьё») или от острова Паллены; либо от биения (паллейн) сердца старшего Диониса, которое она похитила.
Используется как обозначение богини Афины. Роща Паллады была у феаков.
Изображение в образе Паллады — изображение в вооружении. От имени Паллада произошло слово «палладиум» (деревянное изображение богини, обладавшее чудотворным действием). Город, владевший палладиумом, считался под покровительством богини. О палладиуме, хранившемся в Трое, ходила легенда, рассказывавшая о том, что он упал с неба. Потомки Энея привезли его в Рим, и с тех пор палладиум хранился в храме Весты.
Именем Паллады назван астероид Паллада и химический элемент палладий, а также российские корабли:

 — Фрегат военного флота «Паллада»;

 — Бронепалубный крейсер I ранга «Паллада»;

 — Броненосный крейсер Императорского флота «Паллада»;

 — Учебный трёхмачтовый фрегат «Паллада».
 — Крейсерско-гоночная парусная яхта класса Л-6 «Паллада».